# Polyrhachis laciniata
Polyrhachis laciniata é uma espécie de formiga do gênero Polyrhachis, pertencente à subfamília Formicinae.